# Conrad Vernon Morton
Conrad Vernon Morton (1905 — 1972) foi um botânico norte-americano especialista em  pteridófitas. 

## Publicações
- Studies of fern types (Smithsonian Institution Press, Washington,  1967-1973).
- A revision of the Argentine species of Solanum (Academia Nacional de Ciências, Córdoba, Argentina, 1976).